# Bruno De Lazzari
Bruno De Lazzari (Mestre, 19 giugno 1922 – ...) è stato un calciatore italiano.

## Carriera
Cresce calcisticamente nel Dolo e nella Mestrina per passare in Serie A con la Triestina nel 1942 e con la quale esordisce nella massima serie il 4 ottobre dello stesso anno a Trieste contro la Lazio.
Bloccato dalla guerra torna a Mestre prima per disputare il campionato di guerra nel 1944, poi in Serie C nel 1945 ed in Serie B nel 1946. Lo nota Paolo Mazza che lo porta a Ferrara alla SPAL nel 1947.
In un campionato gioca titolare e segna 14 reti in Serie B.
Nel 1949 verrà ceduto al Verona restando con gli scaligeri, in Serie B, sino al 1951 dove giocherà accanto ai futuri spallini Aulo Gelio Lucchi e Sergio Sega.
Passerà successivamente al Brescia allenato da Luigi Bonizzoni e dove giocherà accanto a Ferruccio Valcareggi.
Nel 1952 andrà al Livorno per poi tornare, nel 1953, vicino a casa e concludere con il calcio in squadre minori della provincia di Venezia.
In carriera ha totalizzato complessivamente 15 presenze e 3 reti in Serie A.